# شادمحله
شادمحله ، روستایی از توابع بخش مرکزی شهرستان آمل در استان مازندران در ایران است.

## جمعیت
این روستا در دهستان بالاخیابان لیتکوه قرار داشته و براساس آخرین سرشماری مرکز آمار ایران که در سال ۱۳۸۵ صورت گرفته، جمعیت آن ۵۷۲ نفر (۱۴۵ خانوار) بوده‌است.